# Fredy Lienhard
Fredy Lienhard (ur. 14 września 1947 roku w Herisau) – szwajcarski kierowca wyścigowy.

## Kariera
Lienhard rozpoczął międzynarodową karierę w wyścigach samochodowych w 1974 roku od startów w Deutsche Rennsport Meisterschaft, gdzie jednak nie zdobywał punktów. W późniejszych latach pojawiał się także w stawce Europejskiej Formuły 2, Interserie, IMSA World Sports Car Championship, International Sports Racing Series, Sports Racing World Cup, American Le Mans Series, Grand American Rolex Series, Le Mans Endurance Series, Le Mans Series oraz 24h Nürburgring.
W Europejskiej Formule 2 Szwajcar startował w latach 1976, 1983. W pierwszym sezonie startów nie zdołał zdobyć punktów. Rok później Lienhard zakończył sezon z dorobkiem jednego punktu. Został sklasyfikowany na 21 pozycji w końcowej klasyfikacji kierowców.